# Contea di Lamar (Mississippi)
La contea di Lamar ( in inglese Lamar County ) è una contea dello Stato del Mississippi, negli Stati Uniti. La popolazione al censimento del 2000 era di 39 070 abitanti. Il capoluogo di contea è Purvis.